# Santa Rita (Paraguai)
Santa Rita e uma cidade do Paraguai com uma população de 38.000 habitantes cuja principal atividade econômica é a agricultura. Atualmente um centro economico financeiro, educativo.
Considerada a cidade mais progressista do pais, onde se realiza a maior expo do interior do Paraguai e o segundo maior evento do genero no país realizada sempre nos primeiros dias de maio
A maioria dos habitantes (80%) da localidade é composta de brasiguaios, ou seja, brasileiros que migraram para o Paraguai durante a expansão da fronteira agrícola.

## Transporte
O município de Santa Rita é servido pela seguinte rodovia:
- Ruta 06, que liga Minga Guazú ao município de Encarnación (Departamento de Itapúa)
- Caminho  ligando a cidade ao município de Santa Rosa del Monday [1][2][3]